# 쇼파드
쇼파드(Chopard, Le Petit-Fils de L.-U. Chopard & Cie S.A.)는 스위스의 럭셔리 손목시계, 보석, 액세서리의 제조사이자 소매업체이다. 1860년에 스위스에서 쇼파드(Louis-Ulysse Chopard)에 의해 설립된 쇼파드는 1963년부터 독일의 Scheufele가에 의해 소유되고 있다.
쇼파드는 고품질의 스위스 손목시계와 보석을 제조하는 것으로 유명하며 고객에는 차르 니콜라이 2세가 있다. 이 기업의 본사는 제네바에 있으며 손목시계 무브먼트를 제조하는 장소는 뇌샤텔주이다.